# Nimesulid
Nimesulid (Handelsnamen: Aulin (CH) / Nisulid (CH)) ist ein fiebersenkender, entzündungshemmender und schmerzstillender Arzneistoff. Der Wirkstoff gehört zu den nichtsteroidalen Entzündungshemmern.
So inhibiert er selektiv die COX-2 rund 13-fach stärker als die COX-1. Zusätzlich unterdrückt er die Bildung von Oxidantien, etwa freie Sauerstoffradikale oder Hypochloriger Säure. Diese Wirkung trägt zum entzündungshemmenden Effekt bei, da gewisse Radikale direkte Zellschäden verursachen und Proteaseinhibitoren inaktivieren. Ebenfalls hemmt Nimesulid die Freisetzung von Histamin aus den Mastzellen und Basophilen.
Nimesulid vermindert ebenfalls die durch die Neutrophilen vermittelte Zerstörung der Knorpelmatrix während einer Entzündungsreaktion.

## Nebenwirkungen
Zu den häufigsten unerwünschten Wirkungen gehören Verdauungsbeschwerden wie Durchfall, Übelkeit, Erbrechen und der Anstieg von Leberenzymen. Gelegentlich wurden auch Benommenheit, Bluthochdruck, Atemnot, Verstopfung, Blähungen, Magenschleimhautentzündung, Juckreiz, Hautausschlag, verstärktes Schwitzen und Ödeme beobachtet. Sehr selten sind schwere Leberschäden (einschließlich tödliche Fälle), Leberentzündungen, Gelbsucht und Cholestase aufgetreten.